# Takashi Seki
Takashi Seki (Ibaraki, 5 juni 1978) is een voormalig Japans voetballer.

## Carrière
Takashi Seki speelde in 2001 voor Tokyo Verdy.